# شون هاغرتي
شون هاغرتي (بالإنجليزية: Sean Haggerty)‏ هو لاعب هوكي الجليد أمريكي، ولد في 11 فبراير 1976 في ري في الولايات المتحدة.

## وصلات خارجية
- شون هاغرتي على موقع دوري الهوكي الوطني (الإنجليزية)
- شون هاغرتي على موقع EliteProspects.com (الإنجليزية)
- شون هاغرتي على موقع HockeyDB.com (الإنجليزية)
- شون هاغرتي على موقع Hockey-Reference.com (الإنجليزية)